# Podischnus sexdentatus
Podischnus sexdentatus är en skalbaggsart som beskrevs av Taschenberg 1870. Podischnus sexdentatus ingår i släktet Podischnus och familjen Dynastidae. Inga underarter finns listade i Catalogue of Life.